# 1930-as sakkolimpia
A 3. sakkolimpiát 1930. július 13. és július 27. között Németországban, Hamburgban rendezték meg. A rendező város kiválasztásában szerepet játszott a Hamburgi Sakk Klub alapításának 100. évfordulója. A verseny helyszíne a Provinzialloge von Niedersachsen volt. A csapatok a Hamilton-Russell kupáért versengtek, amelyet Magyarország már egymás után két alkalommal, az 1927-es, valamint az 1928-as sakkolimpián elnyert.
A sakkolimpiával párhuzamosan folyt a 2. női sakkvilágbajnokság küzdelemsorozata, amelyet ismét a címvédő Vera Menchik nyert meg.

## A résztvevők
Az olimpiai csapatversenyre 18 csapat nevezett, 88 versenyzővel. A csapatokban egyidejűleg 4 fő játszott. A játékosok közötti erősorrendet nem kellett megadni, azt fordulónként tetszés szerint variálhatták. Ennek megfelelően volt olyan csapat, amelyik minden fordulóban más sorrendben ültette le játékosait, volt, amelyik szisztematikusan, forgásszerűen váltogatta az egyes táblákon szereplő versenyzőit. Emiatt az egyéni eredmények esetében nem táblánként hirdették ki a legjobb eredményt elérőket, hanem az összes versenyző eredményét vették figyelembe. A versennyel párhuzamosan zajló FIDE kongresszus határozata alapján a következő, 1931-es sakkolimpián már erősorrendet kell felállítani a játékosok között, és minden fordulóban csak annak figyelembe vételével ülhetnek le a játékosok az asztalokhoz.
A FIDE 5. kongresszusán eltörölték az amatőrszabályt, így ezen az olimpián a világ akkori legerősebb játékosai gyűltek össze, kivéve Emanuel Laskert és Capablancát. Az előbbi már nem játszott versenyeken, az utóbbi pedig azért, mert a kubai csapat nem indult a versenyen. Különös figyelem kísérte a világbajnok Alekszandr Aljechin szereplését a francia válogatottban, aki a várakozásoknak megfelelően kiválóan szerepelt: 9 játékból 9 pontot szerzett.

## A verseny lefolyása
A versenyt a csapatok között körmérkőzéses formában rendezték. A csapat eredményét az egyes versenyzők által megszerzett pontok alapján számolták. Holtverseny esetén vették csak figyelembe a csapateredményeket, ahol a csapatgyőzelem 2 pontot, a döntetlen 1 pontot ért. A játszmákban fejenként 120 perc állt rendelkezésre 40 lépés megtételéhez.
A verseny két nagy esélyese a Rubinstein, Tartakower, Przepiorka, Makarczik, Frydman összeállítású lengyel, valamint az ismét Maróczy Géza vezetésével felálló, mellette az újonc Takács Sándor, és a már két olimpiai bajnoki címmel rendelkező Vajda Árpád, Havasi Kornél, Steiner Endre összetételű magyar csapat volt. A magyar csapat esélyei az 1. fordulóban a lengyelektől elszenvedett katasztrofális vereség után látszólag szertefoszlottak, de a 10. forduló után már a magyarok álltak az élen, és a 14-16. fordulókban is az első helyen álltak. Az utolsó, 17. fordulóban azonban vereséget szenvedtek a végül 7. helyen végzett holland válogatottól, amely vereséggel a 2. helyre szorultak. A holland válogatott egyébként a verseny első öt helyezettjét egyaránt legyőzte. Az utolsó fordulóbeli vereségben szerepet játszhatott az is, hogy a már 60 éves, addig kitűnően játszó, 11 játékból 8 pontot szerző Maróczy a 15. fordulóban vezért nézett el, amely után szívbántalmai keletkeztek, és így a továbbiakban már nem tudott asztalhoz ülni.

## A verseny végeredménye
| H. | Ország                    | O.kód | 1  | 2  | 3  | 4  | 5  | 6  | 7  | 8  | 9  | 10 | 11 | 12 | 13 | 14 | 15 | 16 | 17 | 18 | P   | CsP[2] | +  | = | -  |
| -- | ------------------------- | ----- | -- | -- | -- | -- | -- | -- | -- | -- | -- | -- | -- | -- | -- | -- | -- | -- | -- | -- | --- | ------ | -- | - | -- |
| 1  | Lengyelország             | POL   | ●  | 3½ | 2  | 2  | 1½ | 2  | 1½ | 3  | 4  | 2½ | 2½ | 3½ | 3  | 2½ | 4  | 4  | 3½ | 3½ | 48½ | 27     | 12 | 3 | 2  |
| 2  | Magyarország              | HUN   | ½  | ●  | 2  | 2  | 1½ | 3  | 1½ | 2  | 2  | 3  | 3½ | 3½ | 3½ | 4  | 4  | 4  | 4  | 3  | 47  | 24     | 10 | 4 | 3  |
| 3  | Németország               | GER   | 2  | 2  | ●  | 3  | 2  | ½  | 1½ | 3  | 3  | 3½ | 3½ | 3  | 2½ | 3½ | 2  | 2½ | 3  | 4  | 44½ | 26     | 11 | 4 | 2  |
| 4  | Ausztria                  | AUT   | 2  | 2  | 1  | ●  | 2  | 4  | 2  | 1½ | 2  | 3½ | 3  | 3  | 2  | 3  | 3½ | 2  | 3  | 4  | 43½ | 23     | 8  | 7 | 2  |
| 5  | Csehszlovákia             | CSR   | 2½ | 2½ | 2  | 2  | ●  | 2  | ½  | 2½ | 3½ | 1  | 2  | 3½ | 2½ | 2  | 4  | 3  | 3½ | 3½ | 42½ | 25     | 10 | 5 | 2  |
| 6  | Amerikai Egyesült Államok | USA   | 2  | 1  | 3½ | 0  | 2  | ●  | 2½ | 2  | 2  | 2½ | 2½ | 1½ | 2½ | 3½ | 3  | 3  | 4  | 4  | 41½ | 24     | 10 | 4 | 3  |
| 7  | Hollandia                 | NED   | 2½ | 2½ | 2½ | 2  | 3½ | 1½ | ●  | 1½ | 1½ | 1½ | 3  | 3  | 3½ | 1  | 2½ | 3  | 4  | 2  | 41  | 22     | 10 | 2 | 5  |
| 8  | Anglia                    | ENG   | 1  | 2  | 1  | 2½ | 1½ | 2  | 2½ | ●  | 2  | 3  | 2½ | 3½ | 2½ | 2  | 2½ | 3½ | 3  | 3½ | 40½ | 24     | 10 | 4 | 3  |
| 9  | Svédország                | SWE   | 0  | 2  | 1  | 2  | ½  | 2  | 2½ | 2  | ●  | 2  | 2½ | 3  | 3  | 3½ | 3½ | 3  | 3½ | 4  | 40  | 23     | 9  | 5 | 3  |
| 10 | Lettország                | LAT   | 1½ | 1  | ½  | ½  | 3  | 1½ | 2½ | 1  | 2  | ●  | 1  | 2  | 3  | 3  | 4  | 3  | 2  | 3½ | 35  | 17     | 7  | 3 | 7  |
| 11 | Dánia                     | DEN   | 1½ | ½  | ½  | 1  | 2  | 1½ | 1  | 1½ | 1½ | 3  | ●  | 2  | 2  | 1  | 3  | 2½ | 2½ | 4  | 31  | 13     | 5  | 3 | 9  |
| 12 | Franciaország             | FRA   | ½  | ½  | 1  | 1  | ½  | 2½ | 1  | ½  | 1  | 2  | 2  | ●  | 2½ | 3½ | 1½ | 3  | 3  | 2½ | 28½ | 14     | 6  | 2 | 9  |
| 13 | Románia                   | ROM   | 1  | ½  | 1½ | 2  | 1½ | 1½ | ½  | 1½ | 1  | 1  | 2  | 1½ | ●  | 1  | 3½ | 3½ | 2½ | 2½ | 28½ | 10     | 4  | 2 | 11 |
| 14 | Litvánia                  | LTU   | 1½ | 0  | ½  | 1  | 2  | ½  | 3  | 2  | ½  | 1  | 3  | ½  | 3  | ●  | 0  | 1  | 1  | 2  | 22½ | 9      | 3  | 3 | 11 |
| 15 | Izland                    | ISL   | 0  | 0  | 2  | ½  | 0  | 1  | 1½ | 1½ | ½  | 0  | 1  | 2½ | ½  | 4  | ●  | 1  | 3½ | 2½ | 22  | 9      | 4  | 1 | 12 |
| 16 | Spanyolország             | ESP   | 0  | 0  | 1½ | 2  | 1  | 1  | 1  | ½  | 1  | 1  | 1½ | 1  | ½  | 3  | 3  | ●  | 2  | 1½ | 21½ | 6      | 2  | 2 | 13 |
| 17 | Finnország                | FIN   | ½  | 0  | 1  | 1  | ½  | 0  | 0  | 1  | ½  | 2  | 1½ | 1  | 1½ | 3  | ½  | 2  | ●  | 2  | 18  | 5      | 1  | 3 | 13 |
| 18 | Norvégia                  | NOR   | ½  | 1  | 0  | 0  | ½  | 0  | 2  | ½  | 0  | ½  | 0  | 1½ | 1½ | 2  | 1½ | 2½ | 2  | ●  | 16  | 5      | 1  | 3 | 13 |

### A magyar versenyzők eredményei
| Forduló                            | Ellenfél                           | Maróczy Géza     | Maróczy Géza | Takács Sándor | Takács Sándor | Vajda Árpád  | Vajda Árpád | Havasi Kornél           | Havasi Kornél | Steiner Endre    | Steiner Endre | Pont |
| ---------------------------------- | ---------------------------------- | ---------------- | ------------ | ------------- | ------------- | ------------ | ----------- | ----------------------- | ------------- | ---------------- | ------------- | ---- |
| 1                                  | Lengyelország                      | Rubinstein       | 0            | Tartakower    | 0             | Przepiorka   | 0           |                         |               | Makarczyk        | ½             | ½    |
| 2                                  | Ausztria                           | Kmoch            | ½            |               |               | Müller       | ½           | Lokvenc                 | ½             | Erich Eliskases  | ½             | 2    |
| 3                                  | Litvánia                           | Vistaneckis      | 1            | Šembergas     | 1             | Abramavičius | 1           |                         |               | Machta           | 1(jn)         | 4    |
| 4                                  | Dánia                              |                  |              | Andersen      | 1             | Olsen, Å.    | 1           | Gemzøe                  | 1             | Desler           | ½             | 3½   |
| 5                                  | Lettország                         | Apšenieks        | 1            | Petrovs       | ½             |              |             | Taube                   | 1             | Feigins          | ½             | 3    |
| 6                                  | Anglia                             |                  |              | Sultan Khan   | ½             | Yates        | ½           | Thomas                  | 1             | Winter           | 0             | 2    |
| 7                                  | Amerikai Egyesült Államok          |                  |              | Kashdan       | ½             | Marshall     | ½           | Steiner H.              | 1             | Anderson         | 1             | 3    |
| 8                                  | Csehország                         | Rejfíř           | ½            |               |               | Treybal      | ½           | Pokorný                 | ½             | Salo Flohr       | 0             | 1½   |
| 9                                  | Románia                            | Balogh János     | 1            | Baratz        | ½             | Tyroler      | 1           |                         |               | Taubmann         | 1             | 3½   |
| 10                                 | Spanyolország                      | Marin y Llovet   | 1            | Soler Bordas  | 1             | Ribera Amal  | 1           | Golmayo de la Torriente | 1             |                  |               | 4    |
| 11                                 | Svédország                         | Ståhlberg        | ½            | Lundin        | 0             | Stoltz       | 1           | Jacobson                | ½             |                  |               | 2    |
| 12                                 | Franciaország                      | Betbeder Matibet | 1            | Voisin        | 1             |              |             | Duchamp                 | 1             | Gromer           | ½             | 3½   |
| 13                                 | Németország                        | Ahues            | ½            | Carls         | ½             | Wagner       | 0           | Sämisch                 | 1             |                  |               | 2    |
| 14                                 | Izland                             | Gilfer           | 1            |               |               | Ásgeirsson   | 1           | Porvialdsson            | 1             | Guðmundsson      | 1             | 4    |
| 15                                 | Norvégia                           | Olsen O.         | 0            | Halvorsen     | 1             |              |             | Hovind                  | 1             | Kavlie-Jørgensen | 1             | 3    |
| 16                                 | Finnország                         |                  |              | Rasmusson     | 1             | Larsen       | 1           | Gauffin                 | 1             | Krogiusz         | 1             | 4    |
| 17                                 | Hollandia                          |                  |              | Weenink       | 0             | Noteboom     | 0           | Van den Bosch           | ½             | Schelfhout       | 1             | 1½   |
| Szerzett pontszám (Játszmák száma) | Szerzett pontszám (Játszmák száma) | 8 (12)           | 8 (12)       | 8½ (14)       | 8½ (14)       | 9 (14)       | 9 (14)      | 12 (14)                 | 12 (14)       | 9½ (14)          | 9½ (14)       |      |

### Az egyéni legjobb pontszerzők
Tekintettel arra, hogy az egyes csapatokon belül nem volt előírva a szigorú erősorrend a játékosok között, ezért a teljes mezőnyt figyelembe véve a hat legtöbb pontot szerző versenyzőt díjazták (függetlenül az elért százalékától).
| H. | Név                  | Ország                    | Pont | Játék | %    |
| -- | -------------------- | ------------------------- | ---- | ----- | ---- |
| 1  | Akiba Rubinstein     | Lengyelország             | 15   | 17    | 88,2 |
| 2  | Salo Flohr           | Csehszlovákia             | 14½  | 17    | 85,3 |
| 3  | Isaac Kashdan        | Amerikai Egyesült Államok | 14   | 17    | 82,4 |
| 4  | Frank James Marshall | Amerikai Egyesült Államok | 12½  | 17    | 73,5 |
| 5  | Erik Lundin          | Svédország                | 12   | 17    | 70,6 |
| 5  | Savielly Tartakower  | Lengyelország             | 12   | 16    | 75,0 |

## A díjazott legjobb játszmák
- 1. díj:  Stahlberg, Gideon (SWE) – Aljechin, Alekszandr (FRA) 0-1
- Megosztott 2. díj: Richter, Kurt (GER) - Abramavičius, Leonardas (LTU) 1 – 0
- Megosztott 2. díj: Voisin, A. (FRA) - Noteboom, Daniël (NED) 0 – 1
- A legjobb végjáték díja: Kashdan, Isaac (USA) - Flohr, Salomon (CSR) 1 – 0